# Коста Куфос

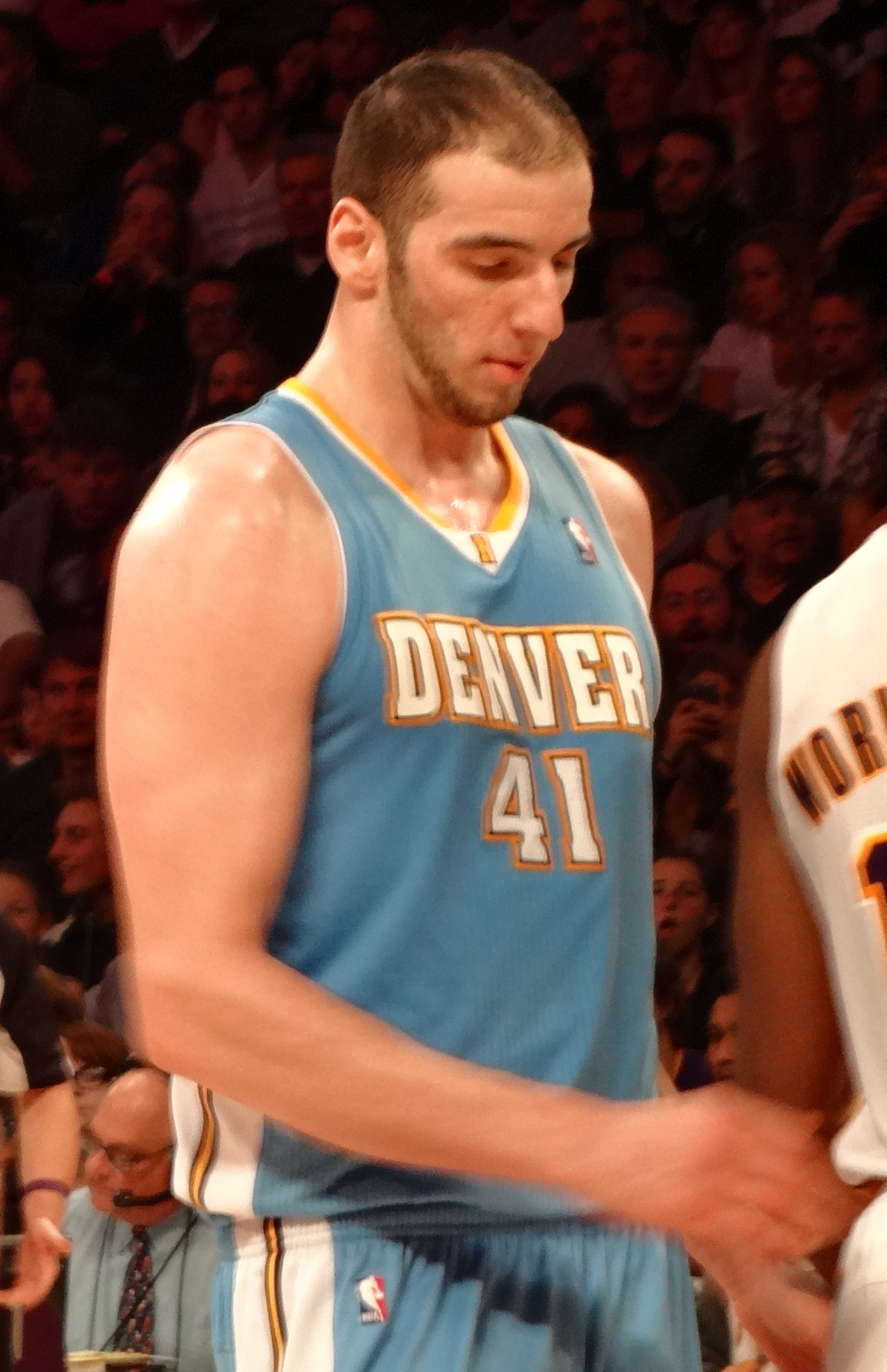

Константі́н Деме́тріос Куфо́с (грец. Κώστας Κουφός або Ко́ста Куфо́с; народився 24 лютого 1989, Кантон, Огайо, США) — грекоамериканський професіональний баскетболіст, гравець «ЦСКА» (Москва). Обраний клубом «Юта Джаз» під загальним 23-м номером на драфті 2008. На студентському рівні виступав за команду Університету штату Огайо «Огайо-Стейт Бакайс». Куфос має подвійне громадянство: США та Греції і вирішив виступати саме за національну збірну Греції.

## Шкільні роки
Куфос навчався в середній школі ГленОук Кантоні, Огайо. На четвертому курсі взяв участь у Всеамериканському матчі МакДональдс і 2007 року посів 3-є місце в рейтингу центрових за версією сайту Rivals.com. Він також виступава за команду ААС, яку спонсує ЛеБрон Джеймс.
2007 року Куфос посів друге місце за результатами голосування на звання Містера баскетболу Огайо, поступившись Джону Діблеру. Протягом сезону за команду ГленОук Куфос був названий гравцем року Дивізіону 1 і потрапив до символічнрої Першої команди всього штату.
У 2007 році в матчах McDonald's і EA Sports Куфос набирав в середньому 25.9 очок за гру, 15.4 підбирань і 5.2 блокшотів.
Одинадцятикласником Куфос набирав в середньому 24 очки за гру, 11.1 підбирань і 4 блокшоти і був обраний до символічної Другої команди всього штату. В квітні 2007 Куфос був у складі Королівської команди на турнірі Jordan All-American Classic, що проходив у Медісон-сквер-гардені.

## Студентські роки
2007 року Куфос приєднався до команди Університету штату Огайо «Огайо-Стейт Бакайс», в якій він замінив Грега Одена на позиції центрового. Він був названий MVP на Турнірі національного запрошення 2008 після того як допоміг «Бакайс» виграти чемпіонат, здолавши у фіналі «УМасс Мінутемен» з рахунком 92–85.
Навчаючись в університеті штату Огайо, Куфос набирав в середньому 14.4 очок за гру, 6.7 підбирань та 1.8 блокшотів.

## Кар'єра в НБА
21 квітня 2008 року Куфос оголосив, про те, що готовий взяти участь в драфті 2008. 26 червня 2008 року Куфос був обраний клубом НБА «Юта Джаз» під загальним 23-м номером на драфті 2008. В березні 2009 року керівництво «Джаз» направило Куфоса до команди Ліги розвитку НБА «Юта Флеш». Однак, вже після першої гри «Флеш» у серії плей-оф, «Джаз» викликали з Ліги розвитку Куфоса до основного складу для матчів плей-оф через травму центрового Мехмета Окура.

## Статистика кар'єри НБА

### Регулярний сезон
| Сезон   | Команда               | GP  | GS  | MPG  | FG%  | 3P%  | FT%  | RPG | APG | SPG | BPG | PPG |
| ------- | --------------------- | --- | --- | ---- | ---- | ---- | ---- | --- | --- | --- | --- | --- |
| 2008–09 | Юта Джаз              | 48  | 7   | 11.8 | .508 | .000 | .706 | 2.9 | .4  | .3  | .6  | 4.7 |
| 2009–10 | Юта Джаз              | 36  | 0   | 4.8  | .468 | .000 | .600 | 1.3 | .2  | .1  | .1  | 1.5 |
| 2010–11 | Міннесота Тімбервулвз | 39  | 1   | 8.6  | .435 | .000 | .500 | 2.5 | .2  | .2  | .5  | 2.7 |
| 2010–11 | Денвер Наггетс        | 11  | 1   | 8.9  | .500 | .000 | .632 | 3.0 | .0  | .2  | .5  | 4.9 |
| 2011–12 | Денвер Наггетс        | 48  | 24  | 16.5 | .599 | .000 | .600 | 5.4 | .3  | .5  | .9  | 5.5 |
| 2012–13 | Денвер Наггетс        | 81  | 81  | 22.4 | .581 | .000 | .558 | 6.9 | .4  | .5  | 1.3 | 8.0 |
| 2013–14 | Мемфіс Ґріззліс       | 80  | 22  | 16.9 | .495 | .000 | .645 | 5.2 | .5  | .4  | .9  | 6.4 |
| 2014–15 | Мемфіс Ґріззліс       | 81  | 3   | 16.6 | .508 | .000 | .647 | 5.3 | .5  | .4  | .8  | 5.2 |
| 2015–16 | Сакраменто Кінґс      | 78  | 14  | 19.0 | .532 | .000 | .548 | 5.4 | .4  | .5  | .9  | 6.8 |
| Кар'єра |                       | 502 | 153 | 15.9 | .529 | .000 | .604 | 4.8 | .4  | .4  | .8  | 5.6 |

### Плей-оф
| Сезон   | Команда         | GP | GS | MPG  | FG%   | 3P%   | FT%   | RPG | APG | SPG | BPG | PPG |
| ------- | --------------- | -- | -- | ---- | ----- | ----- | ----- | --- | --- | --- | --- | --- |
| 2010    | Юта Джаз        | 9  | 0  | 3.4  | .400  | .000  | .000  | 1.0 | .0  | .0  | .1  | .9  |
| 2011    | Денвер Наггетс  | 1  | 0  | 2.0  | 1.000 | .000  | .000  | .0  | .0  | .0  | .0  | 2.0 |
| 2012    | Денвер Наггетс  | 3  | 2  | 8.7  | .333  | .000  | .000  | 3.7 | .0  | .0  | .3  | .7  |
| 2013    | Денвер Наггетс  | 6  | 2  | 16.7 | .368  | 1.000 | .833  | 3.5 | .5  | .5  | .7  | 3.3 |
| 2014    | Мемфіс Ґріззліс | 7  | 0  | 6.4  | .438  | .000  | 1.000 | 2.1 | .3  | .3  | .4  | 2.6 |
| 2015    | Мемфіс Ґріззліс | 11 | 0  | 11.5 | .540  | .000  | .600  | 3.5 | .4  | .4  | .5  | 3.4 |
| Кар'єра |                 | 37 | 4  | 8.9  | .460  | 1.000 | .800  | 2.6 | .2  | .2  | .4  | 2.4 |

## Національна збірна Греції
2007 року Куфос виступав за юнацьку збірну Греції віком до 18 років на Чемпіонаті Європи в Іспанії. Він допоміг команді вийти до фіналу турніру, однак там збірна Греції поступилась Сербії, а Куфос був названий MVP турніру маючи найвищі показники за кількістю очок, підбирань і блокшотів.
2009 року він дебютував у складі національної збірної Греції і взяв участь в Чемпіонаті Європи 2009, на якому збірна Греції здобула бронзові нагороди.

## Особисте життя
Коста Куфос має старшого брата Васілі і старшу сестру Марію.

## Нагороди та досягнення
- Чемпіонат Європи серед юнаків віком до 18 років — срібна медаль
- Чемпіонат Європи серед юнаків віком до 18 років — MVP
- Турнір національного запрошення 2008 — MVP
- Чемпіонат Європи 2009 — бронзова медаль